# Sievi
Sievi [ˈsiɛvi] ist eine Gemeinde im Nordwesten Finnlands. Sie liegt im Küstenhinterland der  Landschaft Nordösterbotten je rund 150 km entfernt zwischen den Städten  Oulu und Vaasa.
Sie umfasst neben dem Kirchdorf (finnisch kirkonkylä) Sievi die Orte Asemakylä (deutsch „Bahnhofsdorf“), Jokikylä, Jyrinki, Järvikylä, Kiiskilä, Kirkonkylä, Kukonkylä, Leppälä, Lahdenperä und Sievinkylä.
Sievi ist eines der Hauptsiedlungsgebiete der Laestadianer in Finnland. Da die Familien dieser protestantischen Erweckungsbewegung oft sehr kinderreich sind, hat die Bevölkerung von Sievi ein weit unter dem Landesmittel liegendes Durchschnittsalter; auf die Arbeitsethik der Laestidianer ist auch die unterdurchschnittliche Arbeitslosenquote der Gemeinde zurückzuführen.

## Wappen
Beschreibung des Wappens: Das gold-grüne Wappen ist durch den Kleeblattgegenschnitt geteilt. Über den  Schildfuß ein goldener gewellter Balken.

## Politik

### Verwaltung
Die dominierende politische Kraft im ländlich geprägten Sievi ist die Zentrumspartei. Bei der Kommunalwahl 2008 erhielt sie über 70 % der Stimmen und erzielte so eines ihrer finnlandweit besten Ergebnisse. Im Gemeinderat stellt sie 21 von 27 Abgeordneten. Drei Sitze konnte das Linksbündnis erringen, zwei die  konservative Nationale Sammlungspartei und einen die rechtspopulistischen „Wahren Finnen“. Die Sozialdemokraten scheiterten mit einem Stimmenteil von nur 2,6 % hingegen am Einzug in den Gemeinderat. 
| Partei                    | Wahlergebnis 2008 | Sitze |
| ------------------------- | ----------------- | ----- |
| Zentrumspartei            | 71,3 %            | 21    |
| Linksbündnis              | 12,1 %            | 3     |
| Nationale Sammlungspartei | 9,5 %             | 2     |
| Wahre Finnen              | 4,4 %             | 1     |

### Städtepartnerschaften
- Abaliget, Ungarn (seit 2005)